# Hans-Otto Schumacher
Hans-Otto Schumacher (17. února 1950 Grevenbroich, Severní Porýní-Vestfálsko – 10. července 2024) byl západoněmecký vodní slalomář, kanoista závodící v kategorii C2. Jeho partnerem v lodi byl Wilhelm Baues.
Na mistrovstvích světa získal jednu zlatou (C2 družstva – 1973) a jednu bronzovou medaili (C2 – 1973). V individuálním závodě C2 na Letních olympijských hrách 1972 vybojoval stříbro.